# My Princess (televíziós sorozat)
A My Princess (hangul: 마이 프린세스, Mai phurinszeszu) dél-koreai romantikus televíziós sorozat, melyet az MBC csatorna vetített 2011 elején, Kim Thehivel és Szong Szunghonnal a főszerepben. A sorozatot a magyar M2-n is futó Pasta című sorozatot jegyző Kvon Szokcsang rendezte. A Beast együttes énekese, I Gikvang az év újoncának járó díjat vihette haza a 2011-es MBC Drama Awardson.

## Történet
I Szol (Kim Thehi) az átlagos egyetemista lányok életét éli, fülig szerelmes történelemprofesszorába, Nam Dzsonguba (Lju Szujong), amikor is egy nap az élete fenekestül felfordul: kiderül, hogy ő az utolsó koreai király, Szundzsong leszármazottja. Nam professzor és az egyik helyi múzeum kurátora, O Jundzsu (Pak Jedzsin) hosszú kutatómunkával kiderítik, hogy a császárnak az eddig gondoltakkal ellentétben mégis született egy fia. A császár unokájának, I Szol apjának az életét azonban tönkretette a Daehan Group cégcsoport nagy hatalmú ura, Pak Tongdzse, aki most bűntudattól vezérelve mindent meg akar tenni annak érdekében, hogy rehabilitálják a császári családot. Unokája, a diplomata Pak Hejong (Szong Szunghon) ellenzi a nagyapja törekvéseit, és annak érdekében, hogy megállítsa, kinevezteti magát I Szol személyi tanárává. Szol beköltözik a palotába, ám életét megkeserítik az uralkodó család ellen szövetkező politikusok, a féltékeny múzeumkurátor és még saját mostohanővére is. Ráadásul a lány beleszeret a jóképű Hejongba, pedig gyűlölnie kellene a férfit azért, amit a családja tett az övével.

## Szereplők
- Kim Thehi: I Szol, egyetemista. Nevelőszülőknél nőtt fel, mostohanővérét I Dant szintén adoptálták. Szungdzsong császár egyetlen élő leszármazottja.
- Szong Szunghon: Pak Hejong, diplomata, a Daehan Group örököse. Ellenzi a restaurációt. O Jundzsuval a házasságot tervezik.
- Pak Jedzsin: O Jundzsu, a Daehan Group által felállított múzeum kurátora, apja a cég elnökének titkára. Valójában gyűlöli a vezérigazgatót és minden eszközzel meg akarja akadályozni, hogy Szolból hercegnő legyen.
- Lju Szujong: Nam Dzsongu, történelemprofesszor, az uralkodói család történetének lelkes kutatója. O Jundzsu az első szerelme volt. A nő vele és Hejonggal is találkozgat. Szol leghűségesebb védelmezője.
- 이순재 I Szundzse: Pak Tongdzse, a Daehan Group vezére, Hejong nagyapja. Mindenáron hercegnőt akar faragni Szolból.
- 임예진 Im Jedzsin: Szol örökbefogadó anyja.
- 강예솔 Kang Jeszol: I Dan, Szol mostohanővére
- I Gikvang: Koni, a palota egyik séfje, Szol imádója
- 손성윤 Szon Szongjun: Szin Miszo, Szol szobalánya a palotában

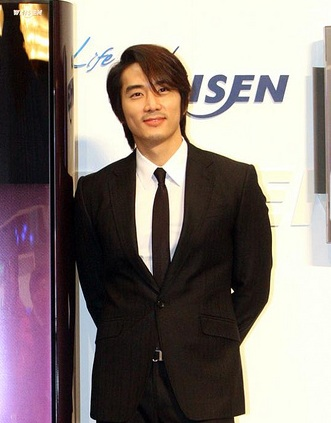
Szong Szunghon
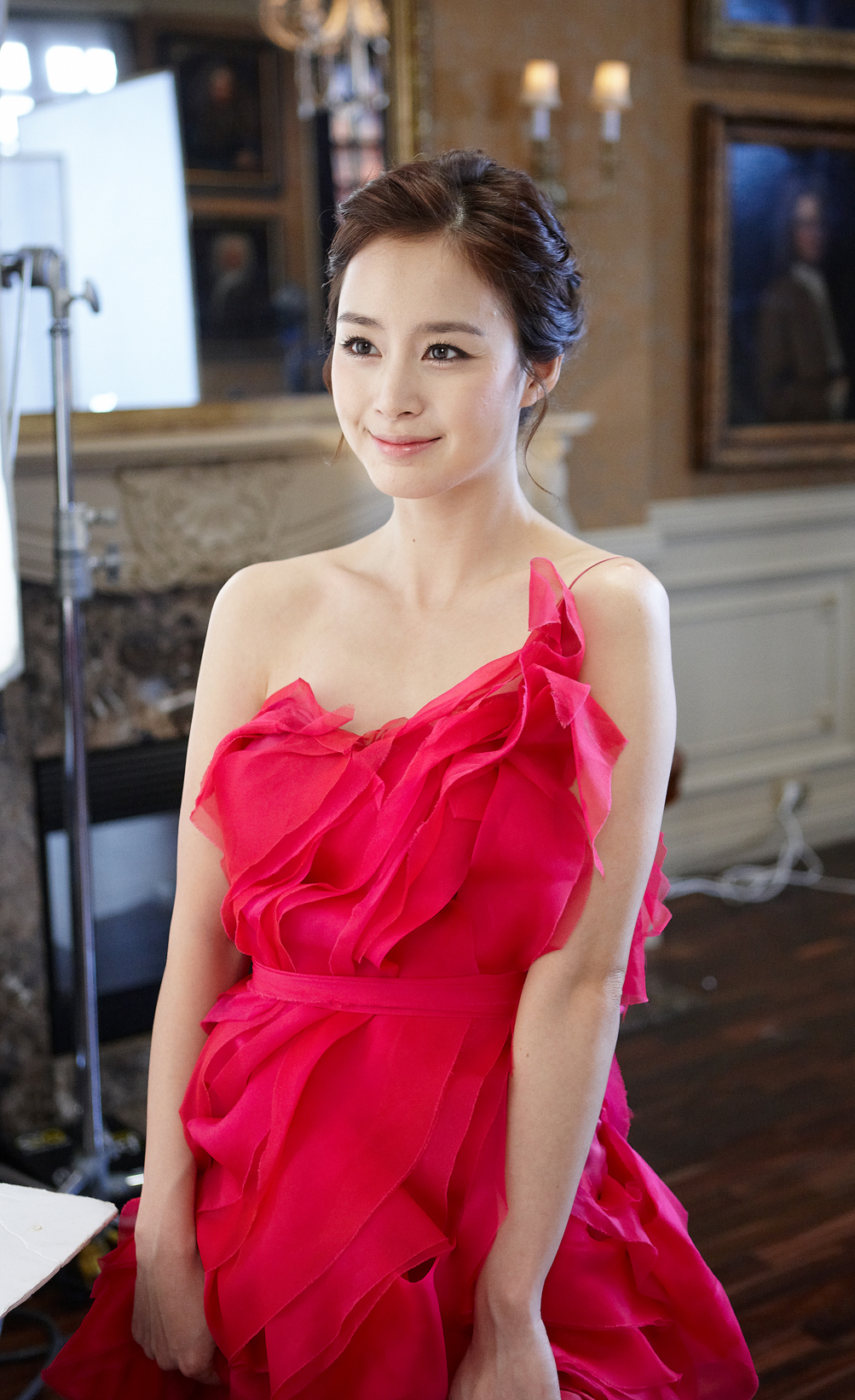
Kim Thehi